# Disciotis
Disciotis es un género de hongos de la familia Morchellaceae. Los miembros de esta familia se caracterizan por tener un ascocarpo en forma de taza o copa, y una amplia distribución, en especial en regiones templadas del norte.

## Descripción
Disciotis posee un sombrero en forma de copa con un himen con pliegues que asemejan venas y un pequeño o inexistente estipe.

## Especies
La especie tipo es Disciotis venosa, descrita originalmente como  Peziza venosa por Christian Hendrik Persoon en 1801. Otras especies en este género son:
- Disciotis ferruginascens Boud.
- Disciotis maturescens Boud. (1891)
- Disciotis rufescens R. Heim (1934)

Se ha sugerido que estas especies (y las variantes no mencionadas anteriormente) representan todas una sola especie de morfología variable.